# Универзитет у Новој Горици
Универзитет у Новој Горици (словен. Univerza v Novi Gorici) је приватни универзитет у Новој Горици. Четврти је универзитет у Словенији, а настава се такође одвија и у Горици, Випави и Ајдовшчини.

## Организација
- Факултет наука о животној средини
- Пословно-технолошки факултет
- Природно-математички факултет
- Факултет хуманистичких наука
- Виноградско-винарски факултет
- Академија уметности
- Факултет постдипломских студија